# Autobahn Changshu–Taizhou
Die Autobahn Changshu–Taizhou oder Changtai-Autobahn (chinesisch 常台高速公路, Pinyin Chángtāi gāosù gōnglù, englisch Changtai Expressway), chin. Abk. G1522, ist eine Autobahn in China, die von der Stadt Changshu bei Suzhou in der Provinz Jiangsu nach Taizhou in der Provinz Zhejiang verläuft. Die Autobahn wird nach Fertigstellung eine Länge von 339 km erreichen und fungiert als Entlastungsstrecke für die näher an Shanghai verlaufende Autobahn G15.